# Helicella stiparum
Helicella stiparum é uma espécie de gastrópode  da família Hygromiidae.
É endémica de Espanha.